# تيفاني لي براون
تيفاني لي براون (بالإنجليزية: Tiffany Lee Brown)‏ هي كاتِبة ومغنية مؤلفة وشاعرة أمريكية، ولدت في 23 أبريل 1973.